# تئاتر مفرح

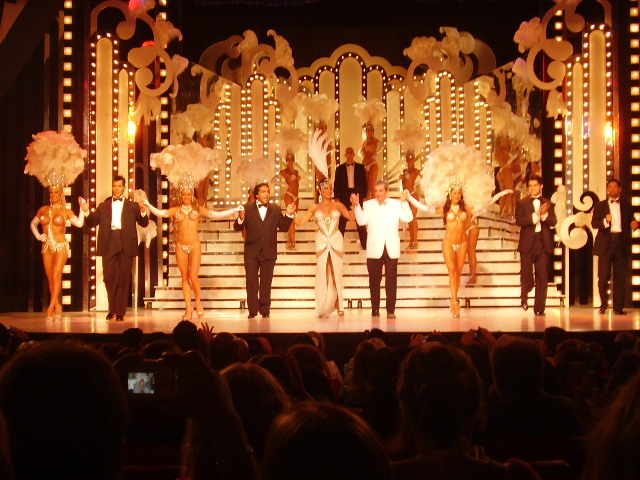
تئاتر مفرح

ریویو (فرانسوی: Revue‎)، نمایش و مرور رویدادهای جاری است. تئاتری مرکب از رقص، آواز، شکلک.

## ریویو
نوعی سرگرمی تئاتری پرطرفدار است که ترکیبی از موسیقی، رقص و قطعه است. این نمایش ریشه در سرگرمی و ملودرام محبوب قرن نوزدهم دارد، سال‌های ۱۹۱۶ تا ۱۹۳۲ دوران طلایی خود را داشت بیشتر به خاطر تماشای بصری خود مشهور هستند، و اغلب چهره‌ها، اخبار یا ادبیات معاصر را به طنز می‌کنند. شبیه به اپرت و تئاتر موزیکال، شکل هنری نمایش، موسیقی، رقص و طرح‌ها را برای ایجاد نمایشی جذاب گرد هم می‌آورد.